# يوجين دو بوارنيه
أوجين روز دي بوارنيه (بالفرنسية: Eugène de Beauharnais) (3 سبتمبر 1781 – 21 فبراير 1824) كان رجل دولة وقائدًا عسكريًا فرنسيًا خدم خلال الحروب الثورية الفرنسية وحروب نابليون. وبحكم زواج والدته جوزفين دي بوارنيه من نابليون بونابرت، أصبح أوجين ابنًا لزوجها، كما تبنّاه نابليون رسميًا أثناء قيام الإمبراطورية الفرنسية، دون أن يجعله وريثًا للعرش الإمبراطوري.
شغل منصب نائب ملك مملكة إيطاليا من عام 1805 حتى 1814 في عهد نابليون، وقاد جيش إيطاليا خلال الحملات النابليونية. ويُعدّه المؤرخون أحد أكثر أقارب نابليون كفاءة ونجاحًا.

## مهنته العسكرية
كانت أولى حملات يوجين في فونديه، حيث قاتل في كيبيرو. مع ذلك، رتبت والدته عودته إلى باريس في غضون عام واحد. كان دوره في الحملات الإيطالية بين 1796-1797 كمساعد في مخيم زوج أمه نابليون، كما رافقه في الحملة على مصر. في مصر، أصيب يوجين أثناء حصار عكا (1799). وعاد إلى فرنسا في خريف عام 1799 وساعد في تحقيق المصالحة بين بونابرت ووالدته بعد أن مزقت علاقاتهما الخارجية خارج إطار الزواج. عندما أصبح نابليون قنصلاً أول، رقي يوجين إلى نقيب في سلاح الخيالة من الحرس القنصلي وشارك مع سربه في معركة مارينغو.
تسلم يوجين قيادة الجيش في إيطاليا خلال حرب التحالف الخامس حيث كان الجنرال إتيان جاك جوزيف ألكسندر ماكدونالد مستشاره العسكري.وفي أبريل/نيسان 1809 حارب وخسر معركة ساسيل [الإنجليزية] ضد الجيش النمساوي بقيادة الأرشيدوق جون، لكن قوات يوجين حسمت المعركة المعادة بين الطرفين في معركة راب [الإنجليزية] في حزيران. بعد معركة أسبيرن-أيسلينغ استدعى نابليون جيش إيطاليا وبعد الانضمام إلى الجيش الرئيسي وفي جزيرة لوباو في نهر الدانوب شارك يوجين في معركة فاغرام.
قاد يوجين جيش إيطاليا مرة أخرى (الفيلق الرابع)خلال الحملة الروسية الذي حارب في معركة بورودينو ومعركة مالوياروسلفتس. بعد أن غادر نابليون ومن ثم يواكيم مورات الجيش، سحب يوجين ما تبقى من الجيش إلى ألمانيا في عام 1813.
خلال حملة 1813، خاض يوجين معركة لوتزن. كما أرسله نابليون مرة أخرى إلى إيطاليا، حيث نظم الدفاع ضد النمساويين وصمد حتى سقوط نابليون عام 1814. بعدها تقاعد يوجين في ميونخ، لم يتورط مع نابليون وفرنسا مرة أخرى بناء على طلب من حماه ماكسيميليان الأول من ولاية بافاريا

## وضعه وألقابه
في 14 يونيو/ حزيران 1804 أصبح عضواً رسمياً من العائلة الامبراطورية وصاحب السمو الامبراطوري، الأمير الفرنسي يوجين دو بوارنيه. كما أضاف الإمبراطور الفرنسي لقب والي إيطاليا إلى ألقابه في 5 يونيو / حزيران 1805.
تبنى نابليون الأمير يوجين في 12 يناير/ كانون الثاني 1806، بينما استبعد من خلافة الإمبراطورية الفرنسية. منح حقوقاً افتراضية ولذريته من الذكور لعرش إيطاليا في حال عدم وجود ابن ثان لنابليون في 16 شباط / فبراير 1806، وبالتالي في 20 ديسمبر/ كانون الأول 1807 منح لقب أمير البندقية، بموجب المادة 9 من المرسوم الصادر في 30 مارس/ آذار 1806 (عندما تم توحيد مقاطعة البندقية النمساوية السابقة بمملكة بونابرت الإيطالية) لولي العهد المفترض لنابليون في إيطاليا.
كما جعله نابليون أيضاً وريث دوقية فرانكفورت في عام 1810، وبالتالي فهو يخلف تقنياً كالدوق الأكبر للمطران كارل تيودور انطون ماريا فون دالبيرغ، الأمير الرئيس لاتحاد الراين بعد تنازل هذا الأخير في 1813. هذا المنصب على كل حال كان نظرياً بحتاً، حيث أن تنازل دالبيرغ كان بسبب الغزو الوشيك لدوقيته من قبل جيوش الحلفاء.
كان من بين الوظائف الأخرى القنصل الفخري للدولة الفرنسية الامبراطورية.

## الأسرة
تزوج يوجين في 1806 الأميرة أوغوستا أماليا لودوفيكا جورجيا من بافاريا (1788-1851)، الابنة البكر لماكسيميليان الأول من بافاريا، حيث جعل منه حماه دوق لويشتنبيرغ ومنحه إدارة إمارة أينشتات في 14 نوفمبر/ تشرين الثاني 1817.
أبناء وبنات يوجين وأوغوستا هم:
1. الأميرة جوزفين ماكسيميليان يوجيني نابليون دو بوارنيه (1807-1876) التي أصبحت الملكة كونسورت زوجة الملك أوسكار الأول من السويد الذي هو نفسه ابن الحب القديم لنابليون، ديزيريه كلاري.
2. الأميرة يوجيني هورتنس اوغست دو بوارنيه (1808-1847) تزوجت فريدريش أمير هوهنتسولرن-هيشينغن.
3. الأمير أوغست تشارلز يوجين نابليون دو بوارنيه، الدوق الثاني للويشتينبيرغ (1810-1835)، تزوج الملكة ماري الثانية من البرتغال. لم يكن هناك قضية من هذا الزواج.
4. الأميرة إيميلي اوغست يوجيني نابوليون دو بوارنيه (31 يوليو/ تموز 1812 - 26 يناير/ كانون الثاني 1873) الزوجة الثانية بيدرو الأول إمبراطور البرازيل (والد ماري الثانية ملكة البرتغال) وأصبحت امبراطورة البرازيل.
5. الأميرة تيوديليند لويز يوجيني اوغست نابوليون دو بواريه (1814-1857) تزوجت فيلهلم، الدوق الأول لأوراك.
6. الأميرة كارولينا كلوتيلد دو بوارنيه (1816).
7. الأمير ماكسيميليان جوزيف يوجين أوغست نابليون دو بوارنيه (1817-1852)، تزوج الدوقة ماريا نيكولاييفنا من روسيا، الابنة البكر للقيصر نيقولا الأول من روسيا، وحصل على لقب أمير رومانوفسكي، وخوطب باسم «صاحب السمو الامبراطوري» في 1852.

## وصلات خارجية
- يوجين دو بوارنيه على موقع الموسوعة البريطانية (الإنجليزية)
- Genealogy of the Ducal Family of Leuchtenberg
- http://genealogy.euweb.cz
- Heraldica.org - Napoleonic titles outside France
- Chisholm, Hugh, ed. (1911). "Encyclopædia Britannica". Encyclopædia Britannica (بالإنجليزية) (11th ed.). Cambridge University Press.